# No profanar el sueño de los muertos
No profanar el sueño de los muertos (a Itàlia: Non si deve profanare il sonno dei morti), també coneguda com a Fin de semana para los muertos, és una pel·lícula italo-espanyola de terror, de 1974, escrita i dirigida per Jordi Grau i Solà i protagonitzada per Ray Lovelock, Arthur Kennedy i Cristina Galbó. El seu director rebé una medalla al millor director per aquesta pel·lícula en la 30a edició de les Medalles del Cercle d'Escriptors Cinematogràfics.
Després de ser presentada al Festival de Sitges el 30 de setembre de 1974, la pel·lícula fou estrenada a Itàlia el 28 de novembre de 1974 i als Estats Units i el Regne Unit el 1975 sota diversos títols. En total, la pel·lícula fou distribuïda internacionalment sota 15 títols diferents. En els següents anys va esdevenir una pel·lícula de culte.

## Argument
Una cosa estranya passa als afores de Manchester. En veure's implicats en un accident de moto, Edna (Cristina Galbó) i George (Ray Lovelock) es veuen embolicats en un sòrdid malson en descobrir que els morts comencen a despertar a causa de les radiacions d'una màquina d'ultrasons que el govern acaba d'autoritzar per a eliminar insectes i bestioles dels camps de collita.

## Producció

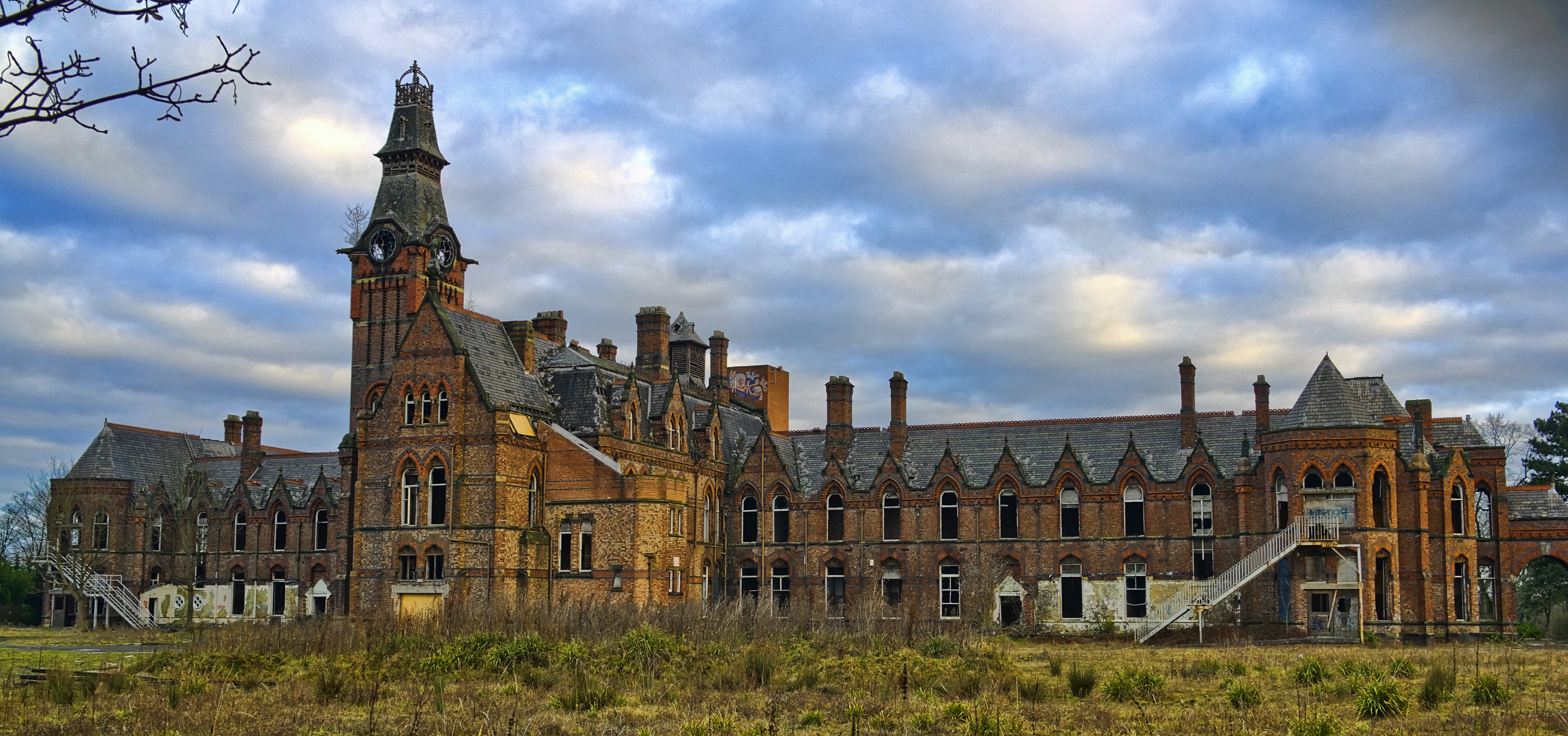
L'Hospital Barnes de Cheadle a Manchester

La història està ambientada al camp anglès prop de Windermere, però va ser filmada principalment a Itàlia. Les escenes que presentaven l'exterior de l'hospital es van rodar a l'Hospital Barnes, Cheadle al Greater Manchester. Algunes escenes van ser filmades al districte de Peak a Derbyshire, no lluny de Sheffield. Les escenes de l'església foren rodades a Hathersage, mentre que altres escenes foren rodades a Castleton i Dovedale. El muntatge d'obertura va ser filmat al centre de la ciutat de Manchester. La fotografia addicional va tenir lloc al castell de Camelot a Tintagel, Cornualla (Gran Bretanya).

## Repartiment
- Cristina Galbó - Edna
- Ray Lovelock - George
- Arthur Kennedy - L'inspector
- Aldo Massasso - Kinsey
- Giorgio Trestini - Craig
- Roberto Posse - Benson
- José Lifante - Martin
- Jeannine Mestre - Katie
- Gengher Gatti - Keith
- Fernando Hilbeck - Guthrie
- Vera Drudi - Mary
- Vicente Vega - Dr. Duffield
- Francisco Sanz - Perkins
- Paul Benson - Wood
- Anita Colby - Infermera